# John Paul Lederach
John Paul Lederach es un profesor universitario estadounidense especialista en consolidación de la paz internacional (international peacebuilding) que trabaja en la Universidad de Notre Dame, Indiana, y en la Eastern Mennonite University de Virginia. Ha escrito ampliamente sobre resolución de conflictos y mediación. Es doctor en sociología por la Universidad de Colorado. El 1994 fundó y fue el primer director del Centro por la Justicia y la Construcción de Paz (Center for Justice and Peacebuilding) de la Universidad de Mennonite.

## Biografía
Jhon paul Lederach nació en Indiana, hijo de un predicador local. Se graduó en el Bethel College el 1980 con un grado en historia y estudios de paz. Empezó a trabajar para la Universidad de Mennonite en una misión en  Barcelona. Se especializó en resolución de conflictos hasta que se doctoró en sociología el 1988 por la Universidad de Colorado. Durante este periodo (1975-1996) trabajó como director del Servicio de conciliación de la universidad de Mennonite.

## Trayectoria académica
El trabajo de Lederach sobre métodos de resolución de conflictos ha sido influyente en los campos de ciencia política, estudios de paz, relaciones internacionales y transformación de conflictos.

Su trabajo académico se combina con el trabajo de campo como mediador, negociador, promotor de la cultura de la paz, entrenador y asesor. Al nivel internacional, esto ha implicado su participación en procesos de paz en Somalia, Irlanda del Norte, Nicaragua, Colombia y Nepal. A nivel de gestión comunitaria, su trabajo se ha enfocado a menudo al nivel de reconciliación entre iglesia y familia. El 2014 dijo:
"El cambio solo viene a través de asegurar que las personas son representadas. En Somalia, donde hice mucho de mi trabajo inicial, no había ningún gobierno, por lo que había una situación caótica. Mi trabajo fue promover organizaciones de base pensando a largo plazo. Esto se puede hacer fomentando organizaciones para la gente mayor, colectivos de mujeres et al, con el objetivo de fortalecer una comunidad, creando espacios para la sociedad civil." 
Su aproximación a la gestión y transformación de conflictos ha sido desarrollada sistemáticamente por otros académicos como  Wolfgang Dietrich dentro del marco de la Escuela de Estudios de Paz de Innsbruck.

## Religión y creencias
Lederach es un cristiano mennonita, una rama pacifista y trinitaria del movimiento cristiano anabaptista. En 1999 escribió Journey Toward Reconciliation (ISBN 978-0836190823 ), su fe cristiana ha afectado tanto a su pensamiento como a la aplicación de soluciones no violentas en los conflictos. El año 2000 recibió el premio Internacional de Paz de la Comunidad Internacional de Cristo.

## Premios y reconocimientos
- 2000 - Community of Christ International Peace Award[7]
- 2002 - Keys to Access Award from CADRE (the National Center for Dispute Resolution in Special Education)[8]
- 2006 - Martin Luther King Order of Peace Medal[9]
- 2009 - Pax Christi Award - St. John's University and Abbey[10]
- 2009 - Reinhold Neibuhr Award from the University of Notre Dame[11][12]
- 2014 - Distinguished Scholar Award - International Studies Association[13]

El 2014 recibió un grado honorario del Conrad Grebel College de la Universidad de Waterloo, St. Paul University en Ottawa, Ontario.

## Publicaciones destacadas
- Els anomenats pacifistes: La no violència a l'estat espanyol, La Magrana, 1983. (en catalán)
- Enredos, pleitos y problemas Una guía práctica para ayudar a resolver conflictos, Guatemala: Ediciones SEMILLA, 1992, ISBN 84-89389-06-3.
- Preparing for Peace: Conflict Transformation Across Cultures, Syracuse University Press, 1995, ISBN 0-8156-2725-4
- Building Peace: Sustainable Reconciliation in Divided Societies, U.S. Institute of Peace, 1997, ISBN 1-878379-73-9
- The Journey Toward Reconciliation, Pennsylvania: Herald Press, 1999, ISBN 0-8361-9082-3
- From the Ground Up: Mennonite Contributions to International Peacebuilding, 2000, ISBN
- A Handbook of International Peacebuilding: Into The Eye Of The Storm, Jossey-Bass, 2002, ISBN 0-7879-5879-4
- The Little Book of Conflict Transformation, Good Books, 2003, ISBN 1-56148-390-7
- La imaginación moral El arte y el alma de la construcción de la paz, Oxford University Press, 2005, ISBN 0-19-517454-2
- Reconcile: Conflict Transformation for Ordinary Christians, Pennsylvania: Herald Press, 2014, ISBN 0-836199030
- Memoirs of Nepal, Blurb Books, 2016